# 希雷凯鲁尔
希雷凯鲁尔（Hirekerur），是印度卡纳塔克邦Haveri县的一个城镇。总人口15874（2001年）。

## 人口
该地2001年总人口15874人，其中男性8112人，女性7762人；0—6岁人口2082人，其中男1041人，女1041人；识字率71.00%，其中男性为75.99%，女性为65.78%。